# Cleora deletaria
Cleora deletaria là một loài bướm đêm trong họ Geometridae.